# Antonino Drago
Antonino Drago, detto anche Nino (Catania, 13 marzo 1924 – Savona, 20 settembre 1998), è stato un politico italiano.

## Biografia
Esponente della Democrazia Cristiana e più volte deputato e sottosegretario, è stato due volte presidente della provincia di Catania (nel 1958 e dal 1961 al 1964), oltreché sindaco di Catania dal 1964 al 1967.
Le dichiarazioni di Drago durante le indagini per l'omicidio di Giuseppe Fava suscitarono molte polemiche. Insieme al sindaco Angelo Munzone, Drago dichiarò che Catania era «lontana dalla contaminazione mafiosa». Successivamente, fu tra quelli che criticarono gli attacchi ai cosiddetti cavalieri dell'apocalisse mafiosa, accusati di essere tra i mandanti dell'omicidio del giornalista. Drago dichiarò: «Cerchiamo di non fare in modo, criticando a vanvera, che i nostri operatori emigrino, investendo i loro danari in Piemonte o in Liguria».
Fu arrestato nel 1993 insieme con l'ex senatore Luigi Mazzei con l'accusa di concussione per una vicenda riguardante il mercato agroalimentare di Catania. È padre di Filippo Maria Drago, deputato dell'UDC nella XIV Legislatura.
Morì a Savona il 20 settembre 1998 all'età di 74 anni su una nave della Costa Crociere, a causa di un malore, mentre rientrava da un viaggio in Egitto.